# 點鰭石斑魚
點鰭石斑魚，為輻鰭魚綱鱸形目鱸亞目鮨科的其中一種，分布於西澳大利亞海域，棲息深度4-50公尺，體長可達33公分，棲息在岩石底質海域，為底棲性魚類，屬肉食性，生活習性不明。

## 擴展閱讀
維基物種上的相關：點鰭石斑魚